# Lapallavacara
L'edifici Lapallavacara, conegut inicialment com a Casal de Ciutat Lapallavacara, és un edifici polivalent del centre històric de Balaguer, de titularitat municipal, que presta els serveis de centre cívic i d'hotel d'entitats. I també alberga d'altres serveis com l'Oficina Jove del Consell Comarcal de la Noguera i el Centre Públic Delegat de Balaguer de l'Escola Oficial d'Idiomes de Lleida.

## Descripció
És un edifici entre mitgeres situat entre el carrer Francesc Borràs i el carrer Sant Pere. De l'antiga casa Cal Valls en conserva part de la façana original, al carrer Pintor Francesc Borràs, protegida com a bé cultural d'interès local, que s'ha incorporat en el nou edifici que ocupa l'espai equivalent a set cases. Les restes de la façana original consisteixen en una planta baixa i dues plantes superiors amb dos eixos verticals d'obertures i un parament de carreus ben escairats. A la planta baixa s'articula una obertura amb arc de mig punt i una porta al lateral de llinda plana.
El nou edifici, de l'equip d'arquitectes format per Mamen Domingo i Ernest Ferré, té una composició que recorda l'antiga parcel·lació pròpia del centre històric de la ciutat. La façana del carrer Sant Pere està tota unificada però la composició d'obertures i de volums és asimètrica. El disseny també ha incorporat un espai públic de pati en un dels extrem en el qual s'obre un passatge que travessa l'edifici. Pel que fa als interiors, aquests s'articulen a partir de les 17 sales i espais polivalents repartits en quatre plantes i relacionats amb espais de circulació oberts, entesos com un lloc més de trobada. Destaca també la coberta on hi ha una gran terrassa amb una topografia ondulant marcada per les lluernes.